# Skalat
Skalat (en ukrainien : Скалат ; en polonais : Skałat) est une petite ville de l'oblast de Ternopil, en Ukraine. Sa population s'élevait à 3739 habitants en 2022.

## Géographie
Skalat est située à 32 km au sud-est de Ternopil.

## Histoire
La première mention du village de Skalat dans des sources écrites remonte à l'année 1512. Le roi Sigismond III de Pologne lui accorda des privilèges urbains (droit de Magdebourg) en 1600. Malgré les progrès de l'artisanat, l'activité principale de la population était alors l'agriculture. La ville fut la possession de grandes familles nobles polonaises, les Kalinowski puis les Tarle et enfin les Poniatowski. En 1766, les privilèges de la ville furent confirmés par un diplôme du roi Stanislaw Poniatowski. Les habitants de Skalat eurent à souffrir de fréquentes attaques des hordes turco-tatares. En 1675, les troupes d'Ibrahim Pacha Shishman détruisirent la ville, sans parvenir toutefois à s'emparer de la forteresse défendue par les forces polonaises du roi Jean III Sobieski. À la suite de la première partition de la Pologne, en 1772, Skalat passa sous la domination de l'Autriche. Elle devint un centre de district en 1867. Skalat comptait 4 952 habitants en 1870, dont la moitié de Juifs. Skalat devint polonaise après la Première Guerre mondiale puis soviétique, en 1939, après l'invasion de la Pologne orientale par l'Armée rouge. En 1941, environ 4 600 Juifs vivaient à Skalat lorsque la ville fut occupée par l'Allemagne nazie. Ils périrent presque tous au cours des deux années qui suivirent au cours de pogroms, d'exécutions de masse, ou dans d'autres circonstances.

## Population
Recensements (*) ou estimations de la population :
| 1866  | 1910  | 1921* | 1959* | 1970* | 1979* |
| ----- | ----- | ----- | ----- | ----- | ----- |
| 4 247 | 6 228 | 5 957 | 3 763 | 4 007 | 4 265 |

| 1989* | 2001* | 2010  | 2011  | 2012  | 2013  |
| ----- | ----- | ----- | ----- | ----- | ----- |
| 4 260 | 4 036 | 4 011 | 3 989 | 4 002 | 4 018 |

## Galerie

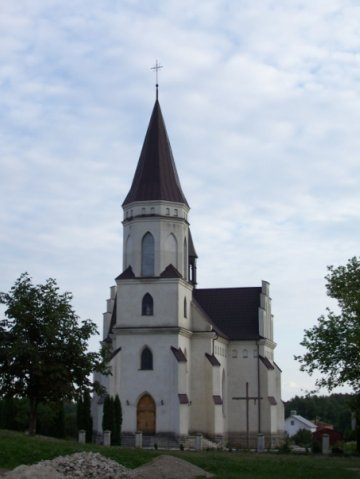
Église à Skalat.
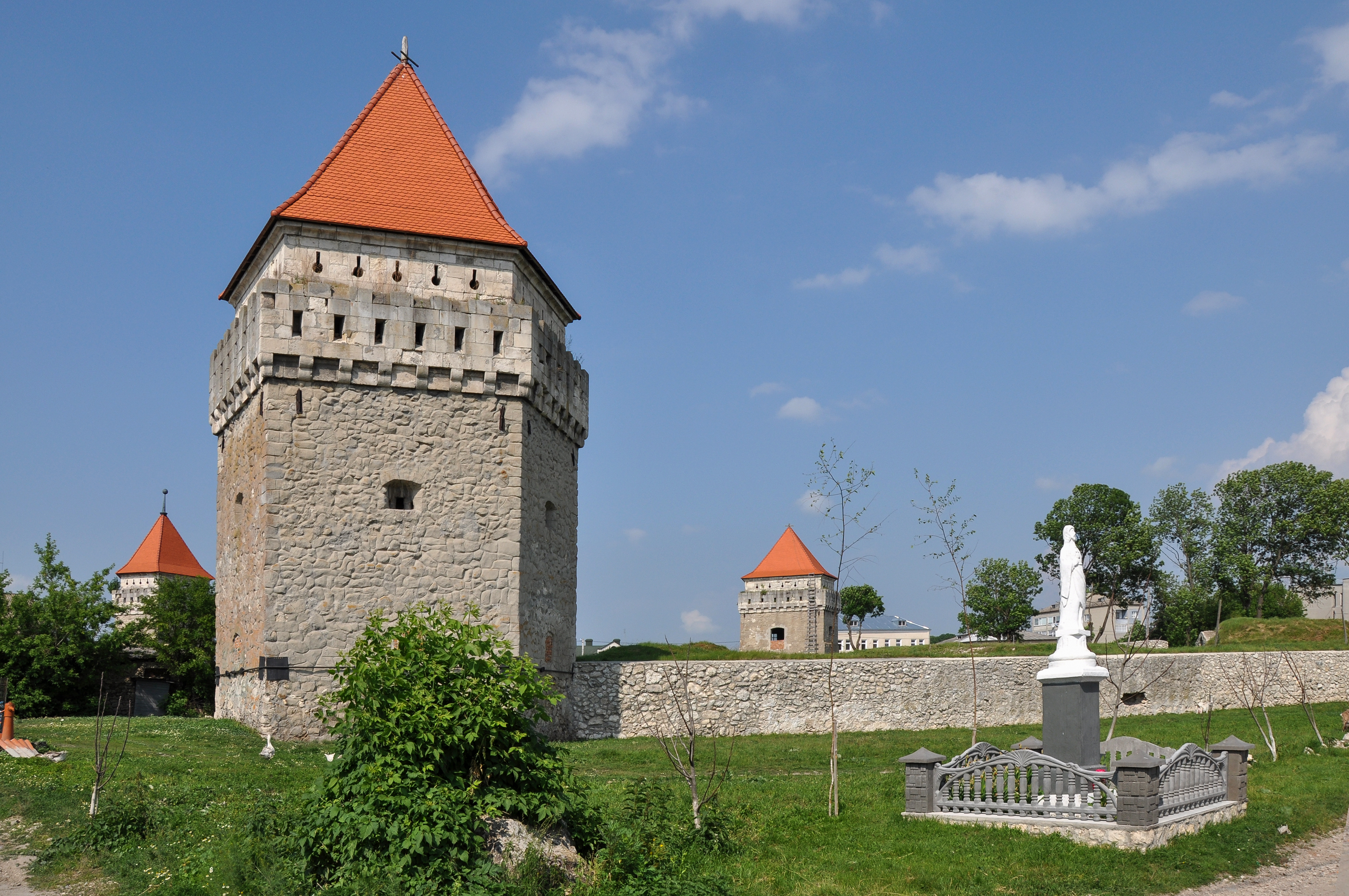
Tour du château de Skalat.